# Bezirksamt Staufen
| Basisdaten            | Basisdaten                         |
| --------------------- | ---------------------------------- |
| Staat                 | Großherzogtum Baden Republik Baden |
| Landeskommissärbezirk | Freiburg                           |
| Sitz                  | Staufen                            |
| Bestandszeitraum      | 1807–1936                          |
| Fläche                | 271,3 km² (1933)                   |
| Einwohner             | 21.705 (1933)                      |
| Bevölkerungsdichte    | 80 Einw./km² (1933)                |
| Gemeinden             | 27 (1936)                          |

Bezirksämter in Baden (Stand 1890)

Das Bezirksamt Staufen, im 19. Jahrhundert auch als Oberamt Staufen oder Amt Staufen bezeichnet, war von 1807 bis 1936 ein Verwaltungsbezirk im Großherzogtum Baden und in der Republik Baden. Sein Gebiet gehört heute zum Landkreis Breisgau-Hochschwarzwald in Baden-Württemberg.

## Geschichte
Die Stadt Staufen mitsamt den umliegenden Dörfern gehörte im 18. Jahrhundert zu Vorderösterreich. Die Gegend wurde 1793 von den französischen Revolutionstruppen erobert und 1805 von Napoleon Bonaparte dem neugebildeten Großherzogtum Baden zugeschlagen.
In Baden wurde am 17. Oktober 1807 in der Provinz des Oberrheins das neue Oberamt Staufen eingerichtet. Ihm zugeteilt wurden zunächst die Stadt Staufen sowie die Orte Geiersnest, Grubern, Obermünsterthal, St. Ulrich und Untermünsterthal aus dem alten Stabsamt Staufen sowie weitere Orte aus dem Oberamt Freiburg und dem Obervogteiamt Heitersheim.
Durch das Organisationsrescript vom 26. November 1809 wurde das Amt Staufen dem neuen Dreisamkreis zugeordnet. Gleichzeitig kam der Großteil des aufgelösten Amtes Heitersheim zum Amt Staufen, das seinerseits mehrere Orte an das 1. Landamt Freiburg abgab. In den folgenden Jahren wurde die Abgrenzung des Amtes mehrfach geändert.
Das Amt Staufen gehörte ab 1832 zum Oberrheinkreis und ab 1864 zum Kreis Freiburg. 1864 wechselten die beiden Gemeinden Hartheim und Hausen an der Möhlin aus dem Bezirksamt Breisach in das nun explizit so bezeichnete Bezirksamt Staufen. Das Bezirksamt Staufen hatte damit seinen endgültigen Umfang erreicht und gehörte nun zum Landeskommissärbezirk Freiburg.
Das Bezirksamt hatte seinen Sitz im sogenannten Unteren Schloss, dem ehemaligen Stadtschloss der Herren von Staufen in der Stadt Staufen.
Am 15. August 1920 wurde die Stadt Sulzburg aus dem Bezirksamt Müllheim in das Bezirksamt Staufen umgegliedert.
Durch ein vom badischen Staatsministerium erlassenes Gesetz wurde das Bezirksamt Staufen zum 1. Oktober 1936 aufgelöst. Die Gemeinden Biengen, Bollschweil, Ehrenstetten, Feldkirch, Hartheim, Hausen an der Möhlin, Kirchhofen, Norsingen, Offnadingen, Pfaffenweiler und St. Ulrich kamen zum Bezirksamt Freiburg, während die Gemeinden Bad Krozingen, Ballrechten, Bremgarten, Dottingen, Eschbach, Gallenweiler, Grißheim, Grunern, Heitersheim, Obermünstertal, Schlatt, Staufen, Sulzburg, Tunsel, Untermünstertal und Wettelbrunn an das Bezirksamt Müllheim fielen.

## Einwohnerentwicklung
| Jahr | Einwohner | Quelle |
| ---- | --------- | ------ |
| 1814 | 09.607    | [ 14 ] |
| 1834 | 20.201    | [ 15 ] |
| 1852 | 20.712    | [ 16 ] |
| 1871 | 20.036    | [ 17 ] |
| 1890 | 18.404    | [ 18 ] |
| 1900 | 17.940    | [ 1 ]  |
| 1910 | 18.211    | [ 1 ]  |
| 1925 | 20.829    | [ 2 ]  |
| 1933 | 21.705    | [ 2 ]  |

## Gemeinden
Die folgende Tabelle enthält die Gemeinden, die zwischen 1864 und 1936 dem Bezirksamt Staufen angehörten, ihre Einwohnerzahl bei den Volkszählungen von 1864, 1890, 1910 und 1933 sowie ihre heutige Zugehörigkeit. Alle heutigen Gemeinden liegen im Landkreis Breisgau-Hochschwarzwald.
| Gemeinde             | 1864 | 1890 | 1910 | 1933 | Heutige Zugehörigkeit  |
| -------------------- | ---- | ---- | ---- | ---- | ---------------------- |
| Bad Krozingen        | 1299 | 1183 | 1386 | 2215 | Bad Krozingen          |
| Ballrechten          | 452  | 393  | 323  | 344  | Ballrechten-Dottingen  |
| Biengen              | 737  | 638  | 603  | 644  | Bad Krozingen          |
| Bollschweil          | 714  | 718  | 648  | 681  | Bollschweil            |
| Bremgarten           | 602  | 505  | 419  | 465  | Hartheim am Rhein      |
| Dottingen            | 261  | 244  | 224  | 259  | Ballrechten-Dottingen  |
| Ehrenstetten         | 1475 | 1110 | 1048 | 1056 | Ehrenkirchen           |
| Eschbach             | 922  | 761  | 651  | 688  | Eschbach               |
| Feldkirch            | 320  | 262  | 250  | 280  | Hartheim am Rhein      |
| Gallenweiler         | 193  | 168  | 134  | 145  | Heitersheim            |
| Grißheim             | 1040 | 824  | 743  | 789  | Neuenburg am Rhein     |
| Grunern              | 439  | 407  | 378  | 427  | Staufen im Breisgau    |
| Hartheim             | 799  | 751  | 695  | 729  | Hartheim am Rhein      |
| Hausen an der Möhlin | 434  | 358  | 338  | 374  | Bad Krozingen          |
| Heitersheim (Stadt)  | 1340 | 1215 | 1355 | 1781 | Heitersheim            |
| Kirchhofen           | 1315 | 1083 | 1019 | 1028 | Ehrenkirchen           |
| Norsingen            | 503  | 438  | 487  | 521  | Ehrenkirchen           |
| Obermünstertal       | 1215 | 1083 | 1177 | 1296 | Münstertal/Schwarzwald |
| Offnadingen          | 220  | 183  | 184  | 218  | Ehrenkirchen           |
| Pfaffenweiler        | 1095 | 991  | 938  | 963  | Pfaffenweiler          |
| Sankt Ulrich         | 286  | 246  | 247  | 309  | Bollschweil            |
| Schlatt              | 460  | 377  | 370  | 409  | Bad Krozingen          |
| Staufen (Stadt)      | 1841 | 1799 | 1788 | 2100 | Staufen im Breisgau    |
| Sulzburg (Stadt) 1   | 1296 | 1125 | 1081 | 1010 | Sulzburg               |
| Tunsel               | 780  | 742  | 673  | 735  | Bad Krozingen          |
| Untermünstertal      | 1865 | 1658 | 1863 | 1927 | Münstertal/Schwarzwald |
| Wettelbrunn          | 375  | 267  | 270  | 312  | Staufen im Breisgau    |